# غونزالو بيريز
غونزالو بيريز (بالإسبانية: Gonçal Peris Sarrià)‏ هو رسام إسباني، ولد في 1380 في بلنسية في إسبانيا، وتوفي في 1451.